# Michał Wielki Komnen
Michał Wielki Komnen (ur. 1284, zm. 1349) – cesarz Trapezuntu w 1341 roku. Panował po raz drugi od 1344 do 1349 roku. 

## Życiorys
Był młodszym synem cesarza Jana II Komnena i Eudokii Paleolog. Jego panowanie to nieustanne walki o władzę zakończone wygnaniem w Konstantynopolu. Jego żoną była Nieznana z imienia córka Konstantyna  Akropolitesa. 